# Монкошин (Великопольське воєводство)
Монкошин (пол. Mąkoszyn) — село в Польщі, у гміні Вежбінек Конінського повіту Великопольського воєводства.
Населення — 241 особа (2011).
У 1975-1998 роках село належало до Конінського воєводства.

## Демографія
Демографічна структура станом на 31 березня 2011 року:
|          | Загалом | Допрацездатний вік | Працездатний вік | Постпрацездатний вік |
| -------- | ------- | ------------------ | ---------------- | -------------------- |
| Чоловіки | 121     | 19                 | 90               | 12                   |
| Жінки    | 120     | 22                 | 75               | 23                   |
| Разом    | 241     | 41                 | 165              | 35                   |